# Alěs Adamovič
Alěs Adamovič (3. září 1927 Koňuchi – 26. leden 1994 Moskva) byl běloruský spisovatel, literární teoretik a scenárista. Svá díla psal bělorusky i rusky.

## Život a dílo
V letech 1945-1950 vystudoval běloruskou literaturu na filologické fakultě Běloruské státní univerzity a na Lomonosovově univerzitě v Moskvě.
Jeho nejslavnějším dílem je prozaická kniha Návrat do Chatyně z roku 1972, podle níž režisér Elem Klimov roku 1985 natočil film Jdi a dívej se. Adamovič k němu napsal scénář. K jeho dalším známým knihám patří Válka pod střechami (1960), Synové jdou do boje (1963), Katani (1982), Moje ves lehla popelem (1975), Kniha o blokádě (1979) či Blokádní deníky. Velká část z nich má autobiografický charakter (Adamovič se roku 1943, ve svých šestnácti letech, přidal k partyzánům), anebo charakter polodokumentární (například Moje ves lehla popelem je literárním zpracováním autentických vzpomínek pamětníků na genocidní politiku Němců v Bělorusku za druhé světové války).